# Hirvikoski
Hirvikoski är en by i Pyttis kommun som ligger i Kymmenedalen i Södra Finlands län.  Dess tidigare namn var Österhirvikoski.
Jordebokshemmanen i byn är sex, nämligen:
1. Piispa
2. Marttila
3. Braski
4. Kottila
5. Anttila
6. Yrjölä